# Triolet
Triolet je původně středověká francouzská básnická forma, nazvaná podle trojího opakování prvního verše. Triolet má pouze jednu strofu o osmi verších na dva rýmy – obvyklé rýmové schéma je ABaAabAB, někdy také ABbAabAB (velká písmena značí opakující se verše). Opakováním identických veršů se triolet řadí k cyklickým básnickým formám, např. rondelu, rondó, francouzské baladě a le chant royal. Nejstarší příklady trioletu jsou z 13. století, triolety psali mj. Marigny, Daudet, Goethe, Ján Kalinčiak, Jaroslav Vrchlický, Emanuel F. Züngel, Vladimír T. Gottwald.